# 朗頓 (堪薩斯州)
朗頓（英語：Longton）是一個位於美國堪薩斯州艾克縣的城市。

## 地方資料
根據2020年美國人口普查的數據，朗頓的面積為3.06平方千米，當中陸地面積為3.04平方千米，而水域面積為0.02平方千米。當地共有人口288人，而人口密度為每平方千米94.12人。